# Procédure de consultation
Pour les articles homonymes, voir Consultation.
 (mai 2012).
La procédure de consultation (anciennement appelée procédure de l’avis simple) permet au Parlement européen de donner son avis sur une proposition de la Commission européenne. C'est une des deux procédures législatives spéciale, avec la procédure d'approbation. Le terme d'« avis simple » pour nommer la procédure de consultation relève du jargon juridique. Le parlement joue un rôle particulier puisqu'il donne son avis (soit en approuvant, rejetant ou amendant la proposition législative), même si celui-ci n'est pas contraignant.

## Histoire
Le traité établissant une Constitution pour l'Europe prévoyait d'intégrer cette procédure dans le cadre des « procédures législatives spéciales » sous le nom de « procédure de consultation ». Elle y était appliquée pour les lois et lois-cadres du Conseil, adoptées après consultation (avis) du Parlement européen.
Depuis le traité de Lisbonne, la procédure de consultation s'applique dans peu de domaines législatifs, comme les exemptions du marché intérieur et le droit de la concurrence. La consultation du Parlement est également requise, en tant que procédure non législative, lorsque des accords internationaux sont adoptés dans le cadre de la politique étrangère et de sécurité commune (PESC).
En dehors de ces cas prévus par les traités, le Conseil de l'Union européenne s'est également engagé à consulter le Parlement européen sur la plupart des questions importantes. Il s'agit d'une consultation facultative. Souvent, cette procédure de l'avis simple est utilisée pour des actes de nature non contraignante, notamment les recommandations et les avis du Conseil et de la Commission européenne.

## Description
Dans les cas prévus par le traité, le Conseil de l'Union européenne consulte le Parlement avant de statuer sur la proposition de la Commission européenne et veille à prendre les vues de celui-ci en considération. Il n'est cependant pas lié par la position du Parlement, mais seulement par l'obligation de consulter celui-ci. Le Conseil ne peut amender la proposition de la commission qu'à l'unanimité et le Parlement doit être consulté à nouveau si le Conseil s'écarte trop de la proposition initiale. 
Le pouvoir du Parlement, en tant qu'organe consultatif, est assez limité dans cette procédure. Néanmoins, la jurisprudence de la Cour de justice de l'Union européenne admet qu'un projet de loi ne peut se concrétiser avant que le Parlement ne rende son avis, et celui-ci n'est généralement pas tenu d'un délai légal pour statuer.
Techniquement, le parlement a de facto un veto sur les propositions de la commission. il peut donc bloquer les propositions jugées inacceptables, par contre il se peut que le Conseil prenne en compte ses amendements sans toutefois tenir compte de ses recommandations. À l'inverse, la Commission prend en compte ses amendements dans une proposition modifiée, mais ses contributions peuvent être par la suite ignorées si le Conseil amende le texte en défaveur de cette prise en compte.